# Garth Jennings
Garth Jennings (sinh năm 1972) là một đạo diễn điện ảnh, nhà biên kịch, nhà sản xuất điện ảnh và diễn viên người Anh. Anh được biết đến với vai trò biên kịch kiêm đạo diễn cho phim hoạt hình Đấu trường âm nhạc ra mắt năm 2016. Jennings là đồng sáng lập của công ty sản xuất Hammer & Tongs.

## Sự nghiệp
Năm 1993, Jennings đồng sáng lập công ty sản xuất Hammer & Tongs cùng với Dominic Leung và Nick Goldsmith. Công ty chuyên chịu trách nhiệm đạo diễn và biên kịch cho các video âm nhạc. Video âm nhạc cho đĩa đơn "Lotus Flower" của ban nhạc Radiohead đã đem về cho Jennings một đề cử tại Giải Grammy lần thứ 54. Dưới tư cách là một thành viên của Hammer & Tongs, Jenning bắt đầu tham gia đạo diễn một vài phim điện ảnh lớn hơn như bộ phim khoa học viễn tưởng năm 2005 The Hitchhiker's Guide to the Galaxy.
Tháng 1 năm 2014, Jennings được xác nhận sẽ đảm nhiệm vị trí đạo diễn cho một phim điện ảnh hoạt hình hài của hãng phim Universal Pictures và Illumination Entertainment. Bộ phim này, mang tên Đấu trường âm nhạc, được khởi chiếu vào tháng 12 năm 2016. Trong phim, Jennings cũng tham gia lồng tiếng cho nhân vật Bà Crawly.